# Rueda (Valladolid)
Rueda és un municipi a la província de Valladolid, a la comunitat autònoma de Castella i Lleó. És el centre de la Denominació d'Origen Rueda que produeix vins blancs a base de la varietat verdejo. Limita amb els termes de Tordesillas, Medina del Campo, La Seca i Nava del Rey.